# Мілохув
Мілохув (пол. Miłochów, нім. Nieder Giersdorf) — село в Польщі, у гміні Свідниця Свідницького повіту Нижньосілезького воєводства.
Населення — 221 особа (2011).
У 1975-1998 роках село належало до Валбжиського воєводства.

## Демографія
Демографічна структура станом на 31 березня 2011 року:
|          | Загалом | Допрацездатний вік | Працездатний вік | Постпрацездатний вік |
| -------- | ------- | ------------------ | ---------------- | -------------------- |
| Чоловіки | 113     | 18                 | 87               | 8                    |
| Жінки    | 108     | 24                 | 72               | 12                   |
| Разом    | 221     | 42                 | 159              | 20                   |